# Leon Durham
Leon Durham (Cincinnati, Ohio, 31 de julio de 1957) es un exjugador profesional estadounidense de béisbol que se desempeñó en la posición de primera base en las Grandes Ligas de Béisbol (MLB). Logró obtener un Bate de Plata.

## Carrera
Durham jugó como profesional una temporada en St. Louis Cardinals (1980), después pasó a Chicago Cubs (1981-1988), luego a Cincinnati Reds (1988), posteriormente regresó a St. Louis Cardinals, donde jugó una temporada (1989), y fue el equipo en el que se retiró.

## Premios
Fue galardonado con el Bate de Plata en una oportunidad (1982).